# Bugarinova mlinica u Grabu
Bugarinova mlinica nalazi se na rječici Grab u selu Grabu, Grad Trilj.

## Opis
Bugarinova mlinica je kašikara, mlinica s vodoravno položenim mlinskim kolom. Izvorno je bila prizemnica, građena od priklesanog kamena, dvostrešnog krova pokrivenog utorenim crijepom. Uz mlinicu je katnica sa štalom u prizemlju, na katu je bio mlinarev stan. Mlinica je promjene doživjela 80-tih godina kada je proširen prostor ispred mlinice koji je postavljen na betonskim stupovima pa su zagrađeni lukovi, a mlinici je dograđena betonska prizemnica ravnog krova. Kasnije je na mlinicu u betonu nadograđen kat zidova obloženih lijepljenim kamenim pločama i otvora neprimjerenih dimenzija. Nizvodno od mlinice je sagrađeno ribogojilište. Unutrašnje i vanjsko mlinsko postrojenje je sačuvano.

## Zaštita
Pod oznakom Z-5483 zaveden je kao nepokretno kulturno dobro - pojedinačno, pravna statusa zaštićena kulturnog dobra, klasificirano kao "profana graditeljska baština".